# 西尾忠知
西尾 忠知（にしお ただとも、元和5年（1619年） - 延宝3年6月12日（1675年8月3日））は、江戸時代前期の旗本。西尾忠永の子で、西尾忠照の弟。主水。子に西尾忠幸のほか、女子2名。
承応3年（1654年）10月、兄の忠照が没したのち、同年12月に家督を相続した忠成より、駿河国益津郡内において5000石を分知される。寛文7年（1667年）5月13日に奉献した絵馬が焼津市最古のものとして香集寺にある。また、同24日に海蔵寺にも絵馬を奉納している（共に狩野元俊筆）。忠知の没後、5000石は再び宗家に還付され、宗家は石高25000石に復する。